# Barbora Forgáchová
Barbora Forgáchová (* 28. Juli 1987 in Bratislava) ist eine slowakische Volleyballspielerin.

## Karriere
Forgáchová konnte 2008 mit Slávia UK Bratislava den slowakischen Meistertitel erringen. Sie spielte zuletzt für SCU Emlichheim in der Zweiten Bundesliga. 2012 wechselte sie in die Erste Liga und spielt für den Köpenicker SC.